# Майер, Луис Барт
Лу́ис Барт Ма́йер (англ. Louis Burt Mayer, при рождении — Лаза́рь Я́ковлевич Ме́йер; предположительно 12 июля 1884, Минск, Российская империя — 29 октября 1957, Лос-Анджелес, США) — американский кинопродюсер родом из Российской империи, известный как руководитель и один из основателей голливудской киностудии Metro-Goldwyn-Mayer и американской Академии кинематографических искусств и наук, ежегодно вручающей кинопремию «Оскар», также предложенную им.
Луис Майер, иногда называемый просто L. B. («Эл-Би»), создал целую империю развлечений, его называют творцом плеяды кинозвёзд Metro-Goldwyn-Mayer её золотых лет, о которых говорили, что «их больше, чем звёзд на небе».

## Ранние годы
Лазарь Мейер родился в еврейской семье в городе Минске Российской империи (ныне Беларусь) Настоящая дата его рождения осталась неизвестна — предположительно, 12 июля. Когда он получал американское гражданство, он выбрал в качестве дня рождения 4 июля — День независимости США; причём сначала он указывал 1884 год, а затем 1885.
В семье Якова Мейера и Сары Мельцер родились дочери Етта (1878), Ида (1883) и сын Лазарь (1884).
Опасаясь погромов, семья эмигрировала, когда Лазарю было около двух лет, в США и поселилась в штате Род-Айленд. Там семья Якова и Сары прожила с 1887 по 1892 годы, в это время родились сыновья Рубин (Рудольф, 1888) и Иеремия (Jeremiah, Джерри, 1891). Затем семья переехала в канадский город Сент-Джон, где Лазарь пошёл в школу, и в которой он и его братья подвергались антисемитским нападкам со стороны сверстников. Отец зарабатывал на жизнь тем, что собирал металлолом и утилизировал бытовые отходы, привлекал к этому и сына, назвав фирму «Майер и сыновья» («J. Mayer & Sons»). Мать работала на птицеферме.
В 1904 году девятнадцатилетний Луис покинул Сент-Джон и уехал в Бостон, где некоторое время продолжал зарабатывать на жизнь «металлургическим» бизнесом, но вскоре женился на Маргарет Шенберг, и перебивался случайными заработками, чтобы прокормить семью, а благодаря случаю устроился в кинотеатр. Луис и Маргарет прожили вместе до 1947 года.

## Начало карьеры
Майер, при помощи родных и друзей, взял в аренду и восстановил изношенный 600-местный «Gem Theater» в Хаверхилле (англ. Haverhill), штат Массачусетс, использовавшийся для показа бурлеска, и открыл в нём 28 ноября 1907 года свой первый кинотеатр «Orpheum». Чтобы преодолеть неблагоприятную репутацию этого здания, когда-то принадлежавшего общине, Майер решил начать показы с религиозного фильма; годы спустя он называл первым показанным фильмом «От яслей до креста» (англ. From the Manger to the Cross), хотя большинство источников датирует этот фильм 1912 годом. За несколько лет Майер завладел всеми пятью хаверхиллскими театрами. Затем создал с Нейтаном Гордоном (англ. Nathan H. Gordon) партнёрство «Гордон-Майер», контролировавшее крупнейшую театральную сеть в Новой Англии.
В 1914 году партнёры организовали своё собственное дистрибьюторское агентство в Бостоне. Майер выплатил Д. У. Гриффиту 25 000 $ за исключительные права на показ фильма «Рождение нации» (1915) в Новой Англии.  Майер в 1916 году вместе с миллионером Ричардом Роуландом (англ. Richard A. Rowland) создал в Нью-Йорке корпорацию «Metro Pictures» со своей киностудией. В том же году на экраны вышел первый фильм продюсера Луиса Майера — «Большой секрет».
Два года спустя Луис Майер из страха перед Компанией кинопатентов  переехал с фирмой в Лос-Анджелес. В тот же год он расторг партнёрство с Роландом и сформировал свою собственную производственную компанию — корпорацию «Луис Б. Майер Пикчерс» (англ. Louis B. Mayer Pictures), в которую переманил уже известную актрису киностудии «Vitagraph» Аниту Стюард. Первой продукцией компании стал в 1918 году фильм «Добродетельные жёны». В партнёрстве с Б. П. Шулбергом (англ. B. P. Schulberg) была создана студия «Mayer-Schulberg».
Майер добился успеха, однако, в апреле 1924 года Маркус Лов (англ. Marcus Loew) — владелец сети «Loews Theatres» приобрёл и соединил три кинокомпании — «Metro Pictures», «Goldwyn Pictures» Сэмюэла Голдвина и «Mayer Pictures» — в корпорацию «Метро-Голдвин-Майер» (MGM) под своим контролем из Нью-Йорка. Майер же в качестве вице-президента по вопросам производства, базируясь в Лос-Анджелесе, эффективно управлял MGM ближайшие 27 лет. В 1925 году Майер произвёл свой самый успешный фильм «Бен-Гур: история Христа».
В 1927 году Лоу умер, оставив контроль над MGM Николасу Шенку. В 1929 году владелец студии-конкурента корпорации «Fox Film» (англ. Fox Film) Уильям Фокс (англ. William Fox), организовал покупку контрольного пакета акций компании у Шенка. Луис Майер и Ирвинг Тальберг были возмущены — они были соучредителями MGM, но об этой сделке им ничего не сообщили; это ухудшило и без того напряжённые отношения между Шенком и Майером. Майер обратился в Министерство юстиции и через свои политические связи добился выдвижения обвинения Фоксу в нарушении антимонопольного законодательства. То, что Фокс был тяжело ранен летом 1929 года в результате дорожно-транспортного происшествия, а также крах фондового рынка осенью 1929 года, поставило крест на объединении компаний, даже при условии положительного решения министерства. Тем не менее, Шенк винил Майера в крахе сделки и не простил ему этого.

## ГлаваMGM
Майер желал видеть в фильмах так называемые «здоровые развлечения», страх перед Богом, патриотизм, семейные ценности — всё это доходило до эскапизма. Он часто сталкивался с начальником производства Ирвингом Тальбергом, который предпочитал сложные и критические работы. В конце концов, он вытеснил того из дела, пока тот восстанавливался после сердечного приступа в 1932 году. В переходный период Майер управлял студией, поставив на его место своего зятя Д. Селзника. Позже Майер занял пост сам, когда Талберг в 1936 году умер.
Луис Майер сделал из MGM самую финансово успешную киностудию в мире, единственную, которая выплачивала дивиденды акционерам во время Великой депрессии 1930-х годов. В разгар депрессии бюджеты фильмов здесь были по меньшей мере на 150 тысяч долларов больше, чем на остальных студиях. При Майере MGM произвела много успешных фильмов с дорогими актёрами, такими как Грета Гарбо, Кларк Гейбл, Спенсер Трейси, Кэтрин Хепбёрн, Лон Чейни, Джоан Кроуфорд, Джин Харлоу, Джуди Гарленд и многими другими. Сам Майер стал самым высокооплачиваемым наёмным работником в США, имея семизначный доход.
Луис Майер имел репутацию деспотичного делового человека, руководствующегося при выборе подходящих тем для кинофильмов исключительно рациональностью и, как утверждают, имел при этом узкие взгляды. Часто настаивал и добивался переделки сценария, вмешивался в режиссуру. Многим он запомнился как очень неприятный человек, не гнушавшийся в отношениях с упрямыми актёрами доходить до гнева, угроз, шантажа. В частности, с огромным облегчением уход из MGM воспринял известный продюсер Майкл Бэлкон, который был вынужден на неё работать с ноября 1936 года по май 1938. Однако Кэтрин Хепбёрн упоминала его как «хорошего человека» (она лично заключала свои контракты с Майером), а молодые актрисы, такие как Дебби Рейнольдс, Джун Эллисон и Лесли Карон, почитали его как родного отца. На его студии платили самые высокие гонорары и предоставляли наибольшую творческую свободу. Продюсер Пандро С. Берман вспоминал про него, что он, как и остальные руководители кинобизнеса: «…заманивал к себе творцов, но и потом продолжал льстить им, восхваляя до небес, будучи уверен, что человек этот очень мудро поступил, решив работать на него, Майера».
Активный член Республиканской партии, Майер был в 1931—1932 годах заместителем председателя, а в 1932—1933 председателем правления её филиала — Калифорнийской республиканской партии. Поддерживал, в частности, Герберта Гувера, ставшего президентом США, и Джозефа Маккарти, будущего сенатора. Он и Талберг сыграли свою роль в поражении на выборах в губернаторы Калифорнии в 1934 году реформистского движения EPIC Эптона Синклера, одними из первых использовав современные способы пиара, а также комплекс специально сделанных псевдодокументальных короткометражных фильмов, содержащих нападки на Синклера.

## Конец карьеры
К 1948 году, в связи с внедрением телевидения и изменением общественного вкуса, MGM понесла значительные убытки. К тому же Верховный суд решил, что связь между киностудией и сетью кинотеатров должна быть разорвана.
Корпоративный офис MGM в Нью-Йорке в 1948 году постановил, что сценарист и режиссёр Дор Шери, недавно нанятый в RKO Radio Pictures, может вернуться обратно — он предпочитал более прогрессивные и леволиберальные темы и не сработался с Майером. В 1951 году MGM в третий раз осталась без премии «Оскар», что спровоцировало новый конфликт между Майером и Шенком. Шери был вновь нанят, уже как начальник производства. Деятельность Шери составила разительный контраст с принципами Майера, и тот поставил ультиматум — либо он, либо Шери, после чего был уволен Шенком. Майер пытался свергнуть Шенка в совете директоров, но неудачно. Ему пришлось уйти на пенсию.

## Семья
У Майера было две дочери от первого брака с Маргарет Шенберг. Старшая, Эдит (1905—1987), была женой продюсера Уильяма Гетца, ставшего президентом Universal Pictures, но придерживавшегося при этом либеральных взглядов, за что Майер лишил Эдит наследства.
Младшая, Ирен Гладис (1907—1990), была женой продюсера Дэвида Селзника. Она написала автобиографию «A Private View» (1983), где рассказывала в том числе и об отце.
В 1947 году Майер развёлся и через год женился на Лорене Дэнкер, с которой прожил до конца жизни.
В 1935—1936 годах имел в любовницах начинающую киноактрису Беатрис Робертс, которая была на 21 год моложе его.

## Лошади
Майер содержал ряд успешных чистокровных верховых скаковых лошадей на своём ранчо площадью в 2 км² в Перрисе, Калифорния, в 116 км к востоку от Лос-Анджелеса. Скотт Ийман, автор его биографии, считал, что Майер построил одну из лучших конюшен в США и что он почти в одиночку поднял стандарты в Калифорнии. Среди его лошадей был Ю Хост, отец Келсо; Бушер, взявший в 1945 году премию Американская лошадь года США; а также победитель «Preakness Stakes» 1959 года Ройал Орбит.
Майер был вынужден продать конезавод, чтобы покрыть расходы от развода в 1947 году. Его 248 лошадей были оценены более чем в 4,4 млн долларов США. В 1976 году журнал «Чистокровные верховые Калифорнии» назвал его калифорнийским заводчиком века.

## Спорные моменты биографии

### Смерть Пола Берна
В 1990 году Сэмюэл Маркс и Джойс Вандервин написали книгу «Deadly Illusions». Маркс был редактором на MGM и другом Ирвинга Тальберга и Пола Берна, мужа Джин Харлоу (звезды MGM) на момент смерти Берна. 5 сентября 1932 года Маркс приехал в дом Берна — полиции было сообщено об обнаружении тела Берна — и увидел Тальберга, фальсифицирующего доказательства, а на следующий день Майер, чтобы замять скандал, распорядился написать статьи о том, что самоубийство якобы было совершено из-за импотенции.
В 1980-х годах Маркс исследовал дело и имеющиеся доказательства и пришёл к выводу, что Берн был убит его бывшей гражданской женой Дороти Миллетт, которая затем совершила самоубийство — через два дня после смерти Берна она бросилась с парома. «Записка самоубийцы» на самом деле была написана Берном за несколько недель до его смерти, чтобы извиниться за незначительные ссоры с Харлоу из-за места расположения их дома, а вовсе не за импотенцию. Берн купил букет роз и отправил их Джин с запиской, которая и была рассмотрена подкупленным MGM окружным прокурором Буроном Фиттсом как предсмертная.

### Наезд Джона Хьюстона
25 сентября 1933 года актёр Джон Хьюстон, находясь за рулём своей машины, сбил женщину, которая скончалась от полученных травм. Майер заплатил взятку в размере около 400 000 долларов для того, чтобы замять уголовное дело и не допустить его огласки в печати.

### Смерть Теда Хили
Одна из версий о смерти актёра Теда Хили в декабре 1937 года заключается в том, что он был забит до смерти в ночном клубе «Трокадеро» легендой экрана Уоллесом Бири, молодым Альбертом Брокколи (позже продюсером фильмов о Джеймсе Бонде), а также печально известным гангстером (и кузеном Брокколи) Пэтом Ди Чикко. MGM, якобы по приказу Майера, отправила Бири в Европу на несколько месяцев, а в это время сфабриковала историю об избиении Хили «тремя мальчиками из колледжа», чтобы скрыть правду.

### Увольнение Уильяма Хейнса
В 1933 году звезда MGM Уильям Хейнс был пойман Христианской ассоциацией молодых людей с матросом на площади Першинг Лос-Анджелеса. Майер поставил ультиматум Хейнсу: вступить в брак с женщиной и закончить его взаимоотношения с Джимми Шилдсом — или быть уволенным. Хейнс выбрал Шилдса и прожил с ним 50 лет. Майер уволил Хейнса и прекратил его контракт, взяв на предназначавшиеся ему роли Роберта Монтгомери.

## Смерть
Луис Барт Майер скончался от лейкемии 29 октября 1957 года и был погребён на кладбище «Home of Peace» в Восточном Лос-Анджелесе. Там же похоронены его сестра Ида и братья Джерри и Рудольф. Его мать и отец похоронены на кладбище «Fernhill» в Сент-Джоне. Последней его фразой, по легенде, было «Всё не важно».

## Память
Майер, соучредитель Американской Академии кинематографических искусств и наук, которая ежегодно устраивает главную кинопремию «Оскар», был удостоен почётного «Оскара» и звезды на Голливудской аллее славы. Журнал «Time» выбрал его в качестве одного из 100 самых влиятельных людей XX века. Майер имеет звезду и на канадской Алее славы.
Театр Университета Санта-Клары в Калифорнии назван в честь Майера.
Луис Майер был много раз изображён в художественном кино (в основном сатирически), в том числе в «Mommie Dearest», «RKO 281», «De-Lovely», «Авиатор», «Последний магнат», «Бартон Финк», «Смерть Супермена», «Отпуск по обмену», «Life with Judy Garland: Me and My Shadows», «Коты не танцуют», «Харлоу», «Гэйбл и Ломбард», «Вражда», «Джуди», «Манк».